# فرانتس یکم
فرانسیس یکم، امپراتور مقدس روم (به آلمانی: Franz I, Erwählter Römischer Kaiser) یا فرانسیس استفان (به آلمانی: Franz Stephan) (۸ دسامبر ۱۷۰۸–۱۸ اوت ۱۷۶۵) امپراتور مقدس روم (۱۷۴۵–۱۷۶۵), آرشیدوک اتریش (۱۷۴۰–۱۷۶۵), دوک لورن و بار (۱۷۲۹–۱۷۳۷), و دوک بزرگ توسکانی (۱۷۳۷–۱۷۶۵) بود. او داماد خانوادهٔ سلطنتی اتریش و همسر ماریا ترزا دختر کارل ششم، امپراتور مقدس روم بود. پس از درگذشت کارل هفتم، امپراتور مقدس روم، وی به واسطه همسرش به عنوان‌های ذکر شده دست یافت، همسرش ماریا نیز به‌عنوان یک قطب مهم و بزرگ قدرت در دربار و امپراتوری مقدس روم بود. پس از شکست از فرانسه در جریان جنگ جانشینی لهستان (۱۷۳۸–۱۷۳۳) عنوان دوک لورن را از دست داد، او به‌همراه پادشاهی توسکانی با غرامت دادن به این جنگ پایان داد. همچنین او به همراه همسرش ماریا ترزا خاندان هابسبورگ-لورن را ایجاد نمودند که تا سال ۱۹۱۸ بر امپراتوری اتریش و مجارستان، بوهم، چک حکومت کردند.
وی نوه دختری فیلیپ یکم، دوک اورلئان برادر لوئی چهاردهم پادشاه فرانسه بود.